# Pambia
Die Sprache Pambia (ISO 639-3: pmb; auch Apambia genannt) ist eine ubangische Sprache, die im Kongo gesprochen wird.
Die Sprache hat nur noch insgesamt 21.000 Sprecher mit sinkender Tendenz, da die Sprecher immer mehr dazu übergehen, die kongolesische Amtssprache Französisch zu übernehmen. Die Sprache wird in der Provinz Orientale (Haut-Zaïre, Haut-Congo) gesprochen.
Innerhalb der Sprachfamilie der ubangischen Sprachen bildet Pambia zusammen mit der verwandten Sprache barambo die Untergruppe Barambo-Pambia, die zur Sprachgruppe der Azande-Sprachen gehören.